# Ilias Stavropoulos
Ilias Stavropoulos (Grieks: Ηλίας Σταυρόπουλος; Thessaloniki, 6 mei 1995) is een Grieks voormalig voetballer die doorgaans speelde als rechtsbuiten. Tussen 2013 en 2020 was hij actief voor Aris Saloniki, Episkopi, Kampaniakos, Omonia Aradippou, Triglias en Olympiakos Kyminon.

## Carrière
Stavropoulos komt uit de jeugdopleiding van Aris Saloniki. Bij de club werd hij in de zomer van 2013 door coach Zoran Milinković bij de eerste selectie gehaald. Op 18 augustus van dat jaar maakte de rechtsbuiten zijn debuut voor Aris, toen er met 2-1 werd verloren op bezoek bij Apollon Smyrnis. Stavropoulos mocht in de tweede helft invallen voor Michalis Manias. In 2015 verliet hij Aris en via Episkopi en Kampaniakos kwam hij in de zomer van 2016 terecht bij Omonia Aradippou. Anderhalf jaar later werd Triglias zijn nieuwe werkgever. Opnieuw anderhalf jaar later verkaste hij naar Olympiakos Kyminon, om een jaar later te stoppen.